# Tina Smith
Tina Flint Smith (Albuquerque, 4 de março de 1958) é uma política norte-americana, atualmente Senadora dos Estados Unidos pelo estado de Minnesota. Filiada ao Partido Democrata, foi indicada ao cargo pelo Governador Mark Dayton após a renúncia do Senador Al Franken.    
Anteriormente, de 2015 a 2018, foi a Vice-Governadora de Minnesota.
Natural do Novo México, Smith graduou-se em ciência política pela Universidade Stanford em 1980 e obteve um Master of Business Administration pelo Dartmouth College em 1984. Mudou-se para Minnesota logo após completar seus estudos, trabalhando na General Mills e posteriormente fundando sua própria empresa de marketing. Em 1987, casou-se com o gerente de investimentos Archie Smith, com quem teve dois filhos.
Smith tornou-se envolvida com a política no início dos anos 1990, quando foi voluntária de campanhas eleitorais em Minneapolis da filial estadual do Partido Democrata. Após gerenciar campanhas eleitorais em eleições estaduais, passou a trabalhar na Planned Parenthood e, em 2006, tornou-se chefe de gabinete de R. T. Rybak, Prefeito de Mineápolis.
Em 2010, Smith juntou-se a campanha de Dayton ao Governo de Minnesota e, após a vitória deste, foi escolhida como sua chefe de gabinete, assumindo o cargo em janeiro de 2011. Na eleição de 2014, Dayton escolheu Smith como sua candidata ao cargo de Vice-Governadora, deixado vago pela desistência de Yvonne Prettner Solon em concorrer à reeleição. A chapa Dayton/Smith foi eleita em novembro de 2014, com 50,1 por cento dos votos, sendo empossada em janeiro de 2015.